# Marek Jakimowski
Marek Jakimowski herbu Dąbrowa, szlachcic pochodzący z Baru na Podolu (daty urodzin i śmierci nieznane), który w roku 1627, będąc w niewoli osmańskiej, brawurowym atakiem zdobył galerę turecką i uwolnił ponad dwustu chrześcijan.

## Przebieg wydarzeń
Jakimowski dostał się do niewoli tureckiej w roku 1620
, po bitwie pod Cecorą i został zesłany na galery
. Na okręcie beja Aleksandrii Kassima spotkał dwóch innych Polaków. Oprócz ich trzech, na 221 niewolników "trzej byli Grecy, dwaj Angielczykowie, z Włoch jeden, insi wszyscy albo z Rusi, albo z Moskwy".
Jakimowski wspólnie z rodakami (nosili oni nazwiska Stefan Satanowski i Jan Stołczyn lub Stołczyna) zaczął przygotowywać plan ucieczki, ale z pomocą przyszedł im dopiero przypadek: 12 listopada 1627 roku galera zakotwiczyła u brzegów wyspy Lesbos na Morzu Egejskim, a kapitan z częścią załogi zszedł na ląd. Jakimowski czekał na taką właśnie okazję. Szczęśliwy traf sprawił, że żaden z trzech Polaków nie był w tym czasie przykuty do ławy, bowiem znajdowali się na pokładzie "dla posług rozmaitych".
Jakimowski wpadł do kuchni, skąd – mimo oporu kucharza – porwał drewniane polano i pobiegł na rufę, gdzie znajdował się magazyn broni. W krótkiej walce zabił tureckiego żołnierza, próbującego zastąpić mu drogę, wyważył drzwi magazynu i razem z rodakami zaczął rozkuwać galerników i rozdawać im broń. Obecni na pokładzie nieliczni członkowie tureckiej załogi przecięli sznury podtrzymujące tent sporządzony z ciężkiej materii, chcąc utrudnić poruszanie się uwolnionym, ale zdesperowani powstańcy poradzili sobie i z tym. Uderzyli na Turków, kilku zabili, a kilku wrzucili do wody. Następnie poprzecinano liny kotwiczne i cumy łączące galerę z brzegiem, dotychczasowi galernicy z powrotem siedli do wioseł i statek wypłynął w morze.
W ostatniej chwili na brzegu pojawił się turecki kapitan na przemian złorzecząc i błagając buntowników, by powrócili. Nikt go – oczywiście – nie słuchał i galera szparko uchodziła na zachód. W pościg ruszyły trzy tureckie galery i goniły zbiegów półtora dnia, ale nagle przyszedł sztorm, który spowodował, że Turcy szukali schronienia w którymś z pobliskich portów. Uciekinierzy, nie mając nic do stracenia, wiosłowali dalej. Szczęśliwie dla nich sztorm po kilku godzinach ucichł i galera, której kapitanem okrzyknięto Jakimowskiego, popłynęła bezpiecznie dalej.
Po 15 dniach wiosłowania dotarli do Mesyny na Sycylii, a następnego dnia do Palermo. Tam uwolnili "Turków dwadzieścia dwa, którzy dla ekscesów osądzeni byli na galery podług ich zwyczaju", jak również żonę beja nieokreślonego z nazwy sandżaku, która była wtedy na statku i została wraz z nim uprowadzona.
Polacy udali się następnie do Rzymu, gdzie zostali przyjęci i hojnie obdarowani przez kardynałów Cosimę de Torresa i Francesca Barberiniego. W Rzymie Marek Jakimowski wziął ślub z uwolnioną z jasyru w czasie buntu polską szlachcianką imieniem Katarzyna, która znalazła się na galerze usługując uprowadzonej żonie beja. Ślub Jakimowskiego uwiecznił na obrazie Tomasz Dolabella. Następnie Jakimowski z żoną i towarzyszami wyruszył do Krakowa, gdzie dotarli 8 maja 1628 roku. Tam, w katedrze wawelskiej u grobu św. Stanisława, złożyli jako votum chorągiew turecką zdobytą na galerze.
Dalsze losy Marka Jakimowskiego nie są znane.

## W literaturze
Jeszcze w tym samym 1628 roku ukazała się w Rzymie drukiem relacja Jakimowskiego, co zostało wkrótce przetłumaczone na język polski, jako "Opisanie krótkie zdobycia galery przednieyszey Alexandryjskiey w porcie u Miteleny za sprawą dzielną y odwagą wielką kapitana Marka Jakymowskiego, który był więźniem na teyże galerze. Z oswobodzeniem 220 więźniów chrześcijan".
Historia Marka Jakimowskiego opisana została przez Jana Ziółkowskiego w powieści Kawaler Złotej Ostrogi (opis zdobycia galery jest oparty na relacji Jakimowskiego, reszta powieści stanowi fikcję literacką). Marek Jakimowski jest także jednym z bohaterów książki Galeony Wojny Jacka Komudy – przedstawia ona domniemane losy bohatera po powrocie do Polski.